# Lekkoatletyka na Letnich Igrzyskach Olimpijskich 2000 – skok o tyczce kobiet
Konkurs skoku o tyczce kobiet na Letnich Igrzyskach Olimpijskich w Sydney odbył się 25 września 2000 roku na Stadium Australia. Wzięło w nim udział łącznie 30 zawodniczek. Runda kwalifikacyjna odbyła się 23 września 2000.
Skok o tyczce był już od 1896 dyscypliną olimpijską, w 2000 roku po raz pierwszy odbył się jednak konkurs kobiet w tej konkurencji.

## Harmonogram
Wszystkie godziny podane są według czasu wschodnioaustralijskiego (UTC+ 10:00)
| Data             | Godzina | Runda        |
| ---------------- | ------- | ------------ |
| 23 września 2000 | 18:00   | Kwalifikacje |
| 25 września 2000 | 18:00   | Finał        |

## Rekordy
.
| Rekord świata     | Stacy Dragila | 4,63 m | Sacramento, Stany Zjednoczone | 23 lipca 2000 |
| Rekord olimpijski | –             | –      | –                             | –             |

Podczas zawodów ustanowiono następujące rekordy:
| Data        | Runda | Imię i nazwisko | Państwo           | Wynik  | Uwagi |
| ----------- | ----- | --------------- | ----------------- | ------ | ----- |
| 25 września | Finał | Stacy Dragila   | Stany Zjednoczone | 4,60 m | OR    |

## Wyniki

### Runda kwalifikacyjna
Do finału zakwalifikowały się zawodniczki które osiągnęły minimum kwalifikacyjne – 4,35 m, lub najlepsze wyniki sesji kwalifikacyjnej.
| Lp | Grupa | Imię i nazwisko        | Państwo           | 4.00 | 4.15 | 4.25 | 4.30 | Rezultat | Wynik             |
| -- | ----- | ---------------------- | ----------------- | ---- | ---- | ---- | ---- | -------- | ----------------- |
| 1  | B     | Vala Flosadóttir       | Islandia          | o    | o    | o    | o    | 4.30     | kwalifikacja      |
| 1  | B     | Kellie Suttle          | Stany Zjednoczone | o    | o    | o    | o    | 4.30     | kwalifikacja      |
| 1  | A     | Tatiana Grigorieva     | Australia         | –    | o    | o    | o    | 4.30     | kwalifikacja      |
| 1  | A     | Daniela Bártová        | Czechy            | o    | –    | o    | o    | 4.30     | kwalifikacja      |
| 1  | A     | Nicole Humbert         | Niemcy            | –    | o    | –    | o    | 4.30     | kwalifikacja      |
| 1  | A     | Anżeła Bałachonowa     | Ukraina           | –    | –    | –    | o    | 4.30     | kwalifikacja      |
| 7  | B     | Gao Shuying            | Chiny             | o    | o    | xo   | o    | 4.30     | kwalifikacja      |
| 7  | B     | Elmarie Gerryts        | Południowa Afryka | o    | o    | xo   | o    | 4.30     | kwalifikacja      |
| 7  | B     | Yvonne Buschbaum       | Niemcy            | –    | xo   | o    | o    | 4.30     | kwalifikacja      |
| 7  | A     | Marie Bagger Bohn      | Dania             | o    | xo   | o    | o    | 4.30     | kwalifikacja, NR  |
| 11 | A     | Stacy Dragila          | Stany Zjednoczone | –    | o    | o    | xo   | 4.30     | kwalifikacja      |
| 12 | A     | Monika Pyrek           | Polska            | o    | o    | xxo  | xo   | 4.30     | kwalifikacja      |
| 13 | B     | Doris Auer             | Austria           | –    | o    | xxo  | xxo  | 4.30     | kwalifikacja      |
| 14 | B     | Melissa Mueller        | Stany Zjednoczone | o    | o    | o    | xxx  | 4.25     | brak kwalifikacji |
| 15 | B     | Emma George            | Australia         | –    | o    | xxo  | xxx  | 4.25     | brak kwalifikacji |
| 15 | B     | María del Mar Sánchez  | Hiszpania         | o    | o    | xxo  | xxx  | 4.25     | brak kwalifikacji |
| 17 | A     | Caroline Ammel         | Francja           | o    | o    | xxx  |      | 4.15     | brak kwalifikacji |
| 18 | B     | Marie Poissonnier      | Francja           | xo   | o    | xxx  |      | 4.15     | brak kwalifikacji |
| 18 | A     | Alejandra García       | Argentyna         | xo   | o    | xxx  |      | 4.15     | brak kwalifikacji |
| 20 | A     | Janine Whitlock        | Wielka Brytania   | xxo  | o    | xxx  |      | 4.15     | brak kwalifikacji |
| 21 | B     | Déborah Gyurcsek       | Urugwaj           | o    | xxo  | xxx  |      | 4.15     | brak kwalifikacji |
| 22 | B     | Pavla Hamáčková-Rybová | Czechy            | o    | –    | xxx  |      | 4.00     | brak kwalifikacji |
| 22 | A     | Þórey Edda Elísdóttir  | Islandia          | o    | xxx  |      |      | 4.00     | brak kwalifikacji |
| –  | B     | Jelena Bielakowa       | Rosja             | –    | xxx  |      |      | NM       | brak kwalifikacji |
| –  | A     | Swietłana Fieofanowa   | Rosja             | –    | xxx  |      |      | NM       | brak kwalifikacji |
| –  | A     | Zsuzsanna Olgyay-Szabó | Węgry             | –    | xxx  |      |      | NM       | brak kwalifikacji |
| –  | B     | Katalin Donáth         | Węgry             | xxx  |      |      |      | NM       | brak kwalifikacji |
| –  | B     | Talia Jakowidu         | Grecja            | xxx  |      |      |      | NM       | brak kwalifikacji |
| –  | A     | Jelena Isinbajewa      | Rosja             | xxx  |      |      |      | NM       | brak kwalifikacji |
| –  | A     | Tanja Stefanowa        | Bułgaria          | xxx  |      |      |      | NM       | brak kwalifikacji |

### Runda finałowa
Na podstawie:
| Lp     | Imię i nazwisko    | Państwo           | 4.00 | 4.15 | 4.25 | 4.35 | 4.40 | 4.45 | 4.50 | 4.55 | 4.60 | 4.65 | Rezultat | Uwagi |
| ------ | ------------------ | ----------------- | ---- | ---- | ---- | ---- | ---- | ---- | ---- | ---- | ---- | ---- | -------- | ----- |
| złoto  | Stacy Dragila      | Stany Zjednoczone | –    | –    | o    | o    | xo   | o    | xxo  | xo   | o    | xxx  | 4.60     | OR    |
| srebro | Tatiana Grigorieva | Australia         | –    | xo   | o    | o    | o    | o    | xo   | o    | x–   | xx   | 4.55     | PB    |
| brąz   | Vala Flosadóttir   | Islandia          | o    | o    | o    | o    | o    | o    | o    | xxx  |      |      | 4.50     | NR    |
| 4      | Daniela Bártová    | Czechy            | o    | –    | o    | xxo  | –    | xxo  | o    | xxx  |      |      | 4.50     |       |
| 5      | Nicole Humbert     | Niemcy            | –    | xxo  | xxo  | xxo  | –    | xxo  | –    | xxx  |      |      | 4.45     |       |
| 6      | Yvonne Buschbaum   | Niemcy            | –    | –    | xo   | o    | xo   | xxx  |      |      |      |      | 4.40     |       |
| 7      | Monika Pyrek       | Polska            | xo   | xxo  | o    | o    | xo   | xxx  |      |      |      |      | 4.40     | NR    |
| 8      | Marie Bagger Bohn  | Dania             | o    | o    | o    | o    | xxx  |      |      |      |      |      | 4.35     | NR    |
| 9      | Doris Auer         | Austria           | –    | –    | o    | xxx  |      |      |      |      |      |      | 4.25     |       |
| 10     | Gao Shuying        | Chiny             | o    | o    | xxx  |      |      |      |      |      |      |      | 4.15     |       |
| 11     | Kellie Suttle      | Stany Zjednoczone | o    | xxx  |      |      |      |      |      |      |      |      | 4.00     |       |
| –      | Anżeła Bałachonowa | Ukraina           | –    | –    | xxx  |      |      |      |      |      |      |      | NM       |       |
| –      | Elmarie Gerryts    | Południowa Afryka | xx–  |      |      |      |      |      |      |      |      |      | NM       |       |